# Troll (oljefält)

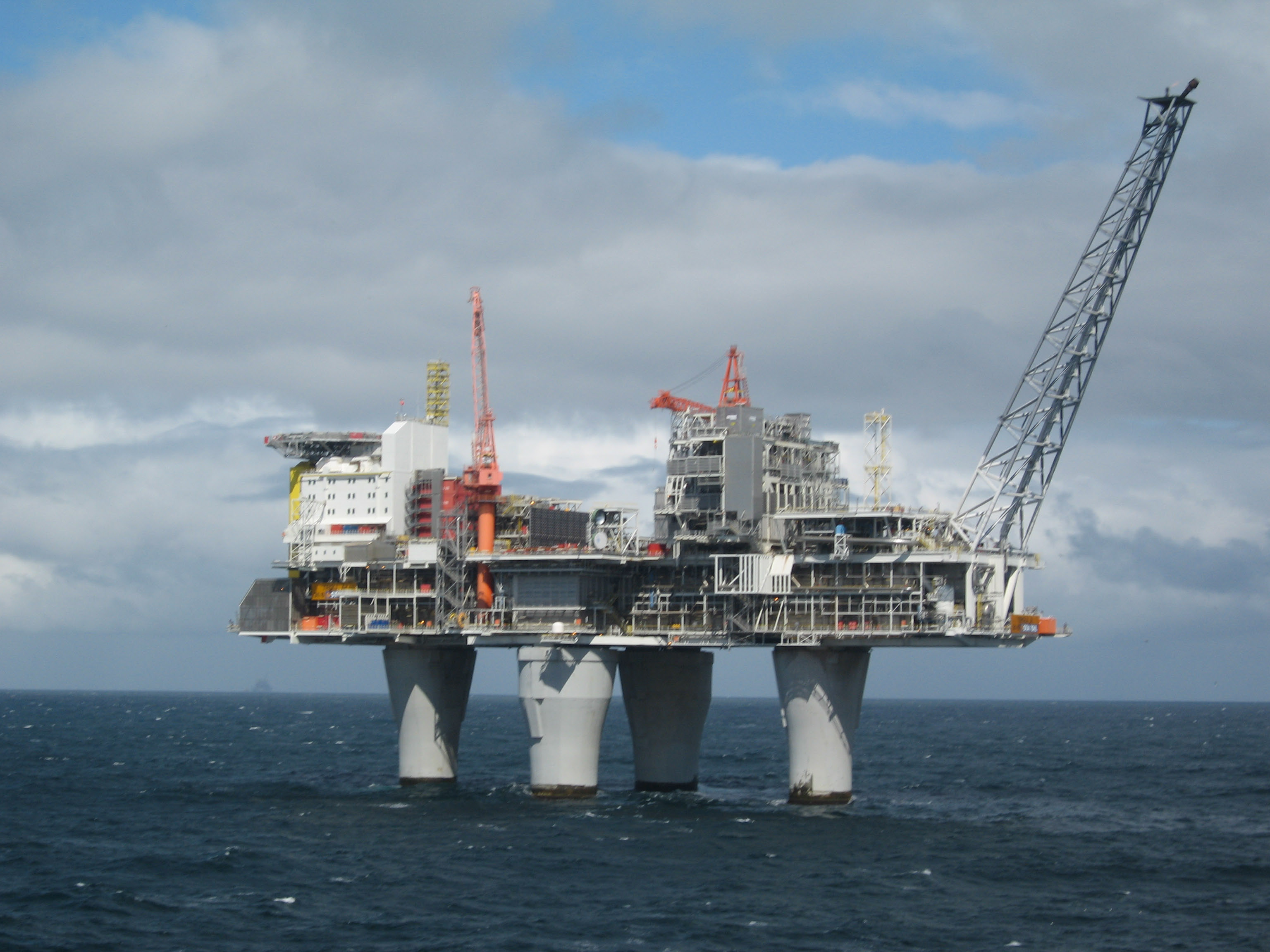
Troll A-plattformen.

Trollfältet är ett gas- och oljefält på den norska kontinentalsockeln i Nordsjön cirka 80 km nordväst om Bergen. Fältet är Nordsjöns största gasfält och det elfte största gasfältet i världen. Havsbotten i området ligger på drygt 300 meters djup, och produktionsplattformarna tillhör de högsta industrianläggningar som byggts. Oljeproduktionen startades 1995 och gasproduktionen ett år senare.

## Utbredning och historia
Fältet ligger i block 31/2, 3,5 och 5 och omfattar ungefär 770 kvadratkilometer. Fältet innehåller ungefär 190 miljoner ton olja (ca 1,5 miljarder fat) och (beräknat 1998) 1 329 miljarder m³ utvinningsbar naturgas. Utöver detta finns även ungefär 30 miljoner ton etan och gasol.
Fältet bildades under mellersta Juraperioden för cirka 160 miljoner år sedan.
Drygt 10 år efter den norska oljeåldern inletts upptäcktes fältet 1979. Efter beslut från Stortinget kunde produktionen av olja starta år 1995. Utvinningen var då ungefär 12 miljoner m³ per år. Året efter startade man gasproduktionen med 30 miljarder m³ per år.
Området är uppdelat enligt följande:

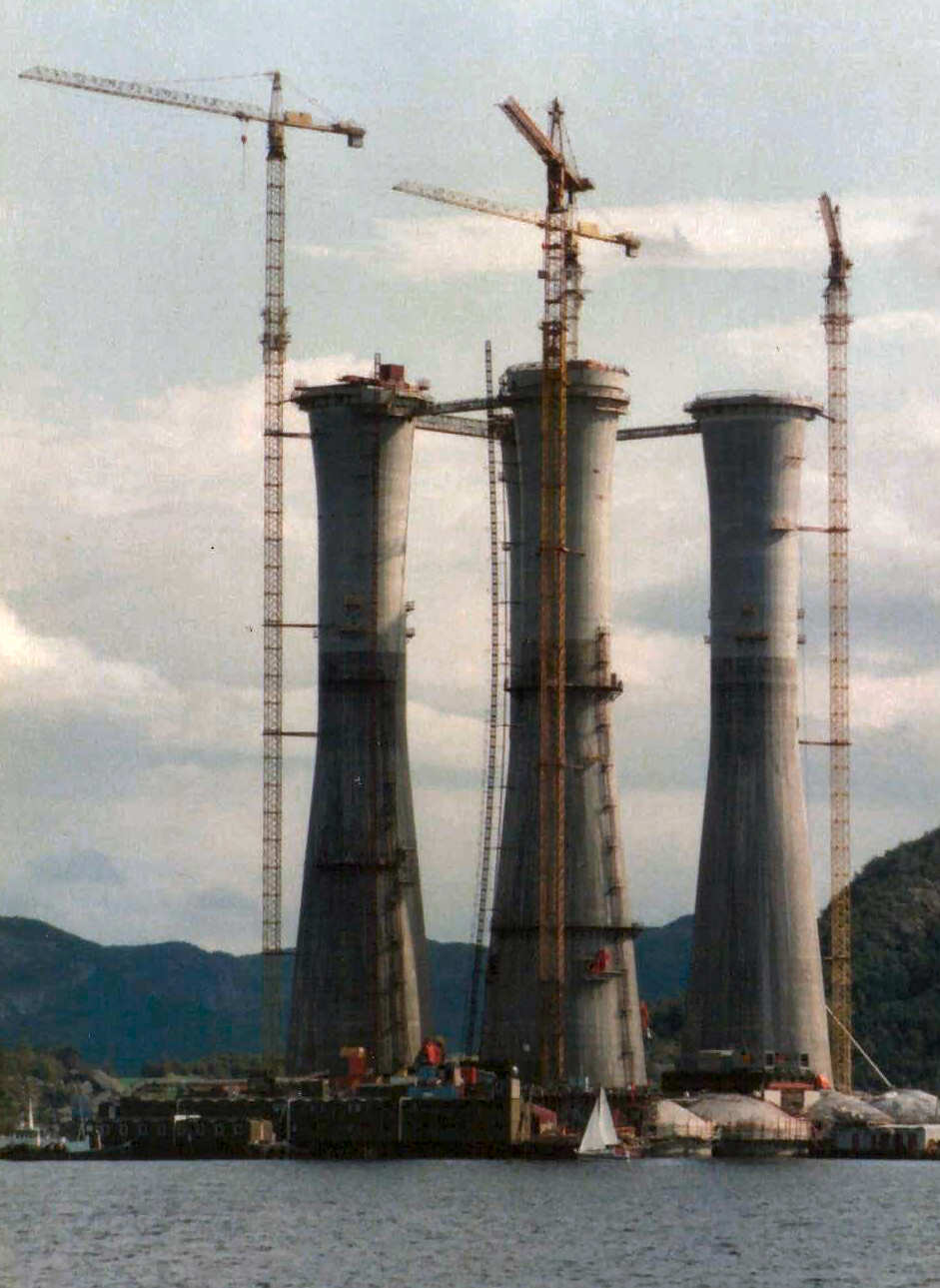
Pelare liknande dem Troll A är byggd av.

- Troll Öst - gasprovins
- Troll väst - olje och gasprovins

## Plattformar

### Troll A
Bygget av Troll A inleddes i juli 1991 och efter fyra års byggnation skedde den officiella invigningen av gasplattformen på Norges nationaldag 17 maj 1995. Produktionen startade 9 februari året efter från Troll Öst. Plattformen är byggd på fyra stycken 370 meter långa  betongben som står på botten 303 meter under havsytan. Totalhöjden på plattformen är 472 meter, varav 369 meter under vattnet, och totalvikten uppgår till 656 000 ton. Byggnaden är därmed en av de högsta industribyggnader som någonsin byggts.
Plattformen drivs av el från fastlandet via en AC-kabel. Dessutom förser fyra HVDC-länkar, levererad av ABB, fyra stora kompressorer med elkraft. Den uppumpade gasen transporteras till Kollsnes i Øygardens kommun (där gasoldelen separeras) för att sedan via Norpipe, Statpipe, Zeepipe och NorFra (sedan 1998) transporteras vidare till köpare på kontinenten.
Plattformen har satt två världsrekord. 1996 kom man med i Guinness rekordbok för den största gasplattformen som någonsin tillverkats. 10 år senare i oktober 2006 hölls en konsert av Katie Melua på 303 meter djup i plattformen vilket blev den djupaste konserten någonsin.

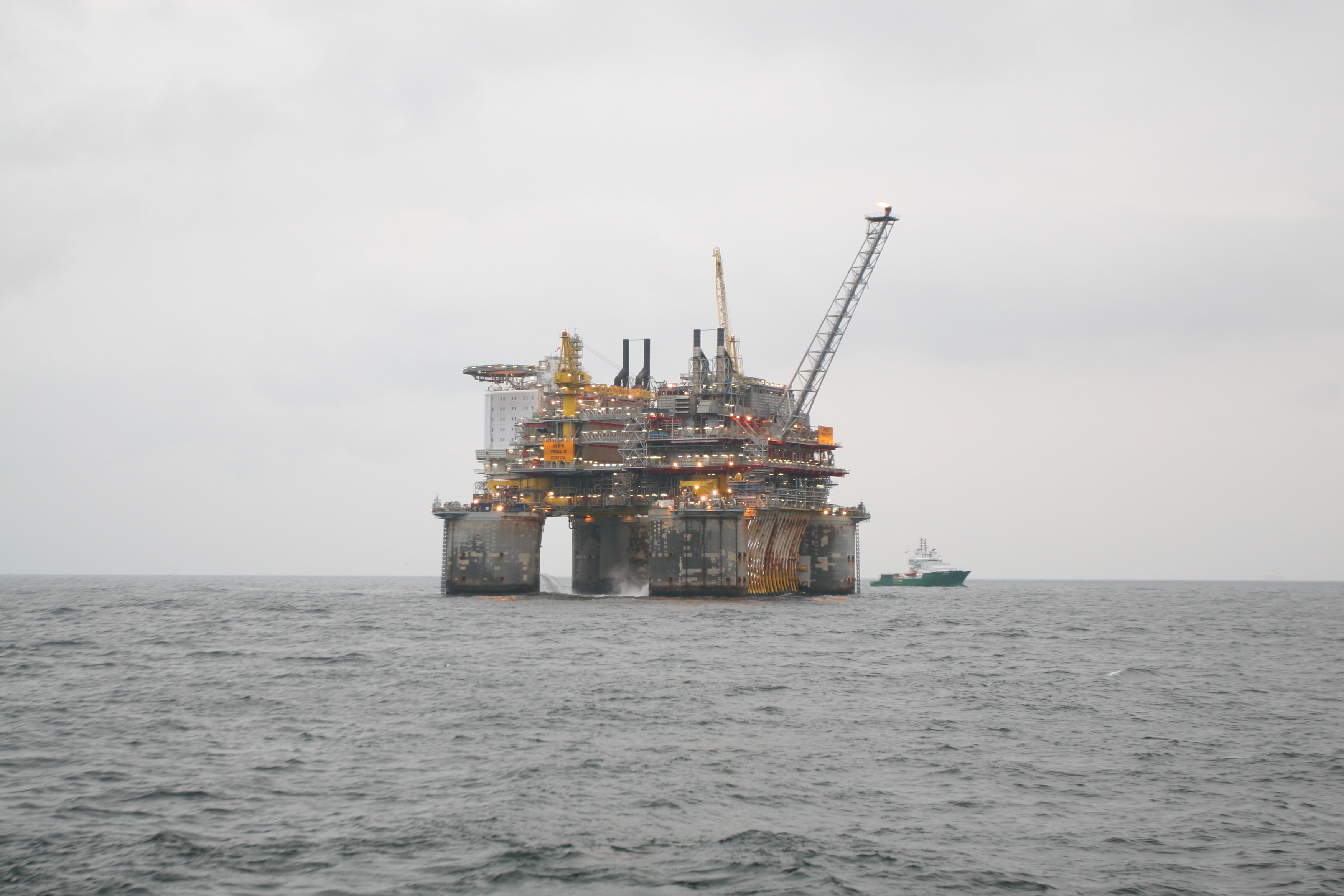
Troll B-riggen.

### Troll B
Troll B är en flytande oljeplattform som varit i drift sedan 1995. Oljan pumpas via ledningarna Troll I och II till oljeterminalen i Mongstad.

### Troll C
Troll C är en flytande oljeplattform som sattes i drift 1999.

## Ägare
Operatör på fälten är Statoil samt:
- Petoro, 56 procent
- Statoil, 30,58 procent
- Norska Shell, 8,1 procent
- Total Norge, 3,69 procent
- Norska ConocoPhillips, 1,62 procent